# Шалкартениз
Шалкартениз (Челкартениз) (на казахски: Шалқартеңіз – безбрежно море; на руски: Шалкартениз) е обширен солончак, разположен на около 200 km североизточно от Аралско море, в южната част на Тургайската падина, в югоизточната част на Актобенска област на Казахстан.
Солончакът Шалкартениз заема дъното на обширна котловина, намираща се в южната част на Тургайската падина, разположен на 50 m н.в. Площ около 1800 km². Дължина от североизток на югозапад около 60 km, ширина до 30 km. През пролетта, по време на снеготопенето в него постъпват водите на реките Тургай, Жънгълдъозек и други по-малки и за около 2 – 3 месеца се презвъща във временно горчиво-солено езеро с дълбочина 2 – 3 m. Обграден е от пустинни и полупустинни райони и в близост няма населени места.